# Chromosom 15 (Mensch)

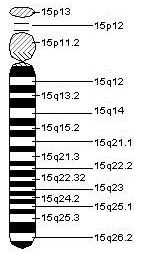
Idiogramm des menschlichen Chromosoms 15

Das humane Chromosom 15 ist eines von 23 Chromosomen-Paaren des Menschen. Ein normaler Mensch hat in den meisten seiner Zellen zwei weitgehend identische Kopien dieses Chromosoms. Das Chromosom 15 ist ein akrozentrisches Chromosom, das heißt, es hat ein endständiges Zentromer.

## Entschlüsselung des Chromosoms 15
Das Chromosom 15 besteht aus 100 Millionen Basenpaaren. Ein Basenpaar ist die kleinste Informationseinheit der DNA. Das Chromosom 15 enthält etwa 3 bis 3,5 % der gesamten DNA einer menschlichen Zelle. Die Identifizierung der Gene auf diesem Chromosom ist der Teil eines laufenden Prozesses zur Entschlüsselung des menschlichen Erbgutes. Auf dem Chromosom 15 befinden sich zwischen 650 und 1000 Gene. Bisher sind 634 davon bekannt.

## Bekannte Gene auf dem Chromosom 15
Das Chromosom 15 enthält unter anderem folgende Gene:
- ARHGAP11B
- MHC I: β2-Mikroglobulin
- SRP 14: Signal Recognition Particle 14 kDa
- FGF 7: Fibroblast growth factor 7

## Medizinische Bedeutung

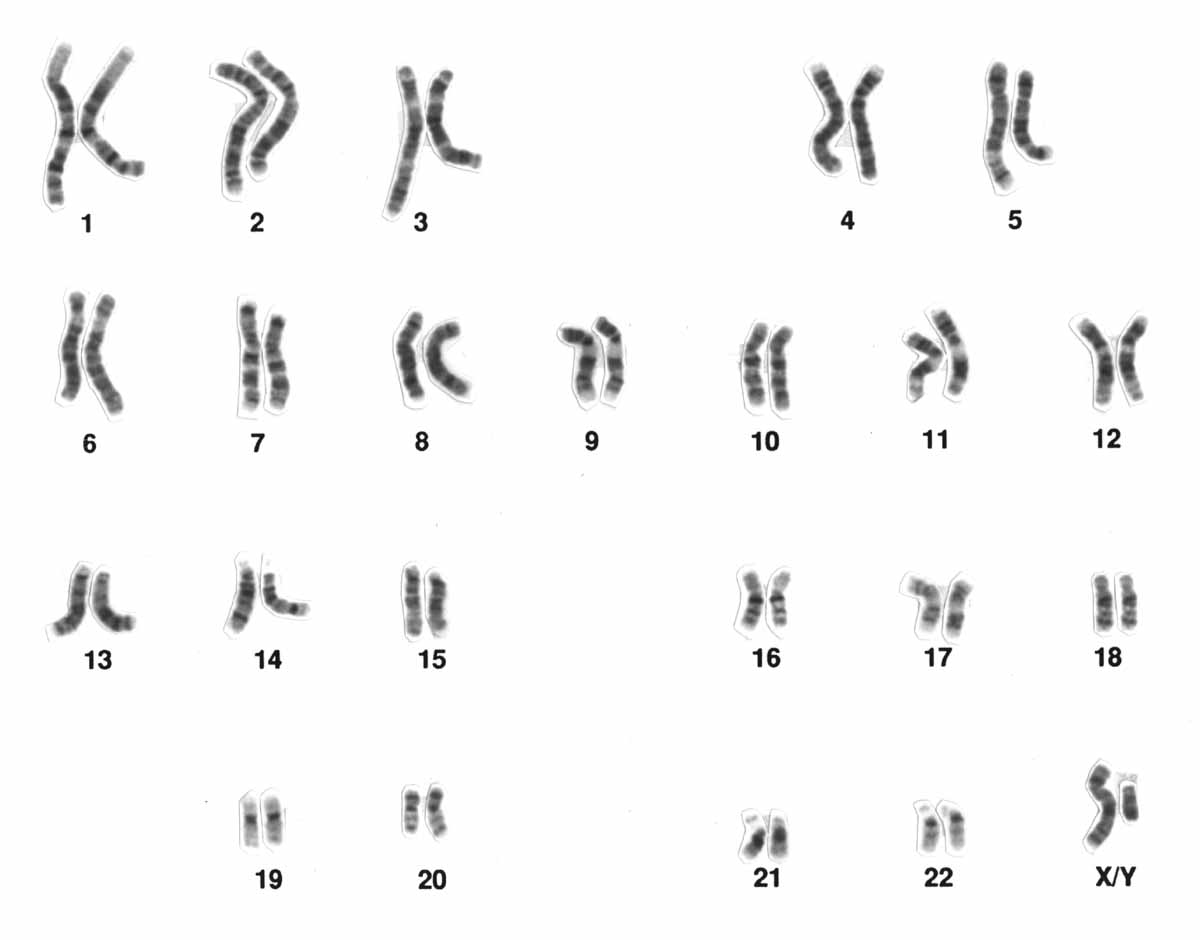
Die 23 Chromosomen-Paare des Menschen.

Mit den auf dem Chromosom 15 befindlichen Genen werden folgende genetisch bedingte Krankheiten oder Symptome in Verbindung gebracht. Dies sind unter anderem:
- Aagenaes-Syndrom[4]
- Okulokutaner Albinismus Typ 2
- Angelman-Syndrom
- Bartter-Syndrom Typ I
- Bloom-Syndrom
- Marfan-Syndrom
- Nemalin-Myopathie
- Prader-Willi-Syndrom
- Tay-Sachs-Syndrom
- Trisomie 15
- Dup15q